# Katy Townsend
Katy Townsend (* 21. September 1987 in Glasgow, Schottland) ist eine britische Schauspielerin.

## Leben und Karriere
Katy Townsend wurde 1987 in Glasgow geboren. Sie liebt die Thailändische Küche und ist Veganerin. Ihren ersten Auftritt als Schauspielerin hatte sie 2008 im Kurzfilm Sugar. Im Jahr 2010 folgte eine weitere Rolle in dem Kurzfilm The New World und spielte danach neben Dean Cain in dem Horrorfilm Tötet Katie Malone von Carlos Ramos Jr. mit. Anschließend folgten weitere Anstellungen in Kurzfilmen, bevor sie die Rolle der Jane in der Komödie Finding Neighbours von Ron Judkins erhielt.

## Filmografie (Auswahl)
- 2008: Sugar (Kurzfilm)
- 2010: The New World (Kurzfilm)
- 2010: Tötet Katie Malone (Kill Katie Malone)
- 2012: Handmade (Kurzfilm)
- 2013: Little Reaper (Kurzfilm)
- 2021: Willkommen bei den Louds – Der Film (The Loud House Movie) (Stimme)